# ۱۲ سگ بزرگ
۱۲ سگ بزرگ یک ستاره است که در صورت فلکی سگ بزرگ قرار دارد.